# Río Ouvèze (Ardèche)
El río Ouvèze es un corto río de Francia,un afluente del río Ródano por la derecha. Fluye por el departamento de Ardèche, naciendo cerca del Roc de Gourdon y desembocando en le Pouzin, tras un curso de 27,3 km. Pasa por Privas, capital del departamento.
Hay otro río del mismo nombre que también es afluente del Ródano: el Ouvèze de Drôme y Vaucluse.
- Datos: Q2042155
- Multimedia: Ouvèze (Ardèche) / Q2042155